# Odontocarus
Odontocarus is een geslacht van kevers uit de familie van de loopkevers (Carabidae). De wetenschappelijke naam van het geslacht is voor het eerst geldig gepubliceerd in 1835 door Solier.

## Soorten
Het geslacht Odontocarus omvat de volgende soorten:
- Odontocarus asiaticus Chaudoir, 1852
- Odontocarus cephalotes Dejean, 1826
- Odontocarus holofernes Semenov & Znojko, 1929
- Odontocarus iranicus Jedicka, 1968
- Odontocarus parilis Dvorak, 1993
- Odontocarus robustus (Dejean, 1831)
- Odontocarus samson Reiche & Saulcy, 1855
- Odontocarus silvestrii Gridelli, 1930
- Odontocarus zarudnianus Semenov & Znojko, 1929